# Cantón de Alès-Oeste
El cantón de Alès-Oeste era una división administrativa francesa, que estaba situada en el departamento de Gard y la región de Languedoc-Rosellón.

## Composición
El cantón estaba formado por cinco comunas, más una fracción de la comuna que le daba su nombre:
- Alès (fracción)
- Cendras
- Saint-Christol-lès-Alès
- Saint-Jean-du-Pin
- Saint-Paul-la-Coste
- Soustelle

## Supresión del cantón de Alès-Oeste
En aplicación del Decreto n.º 2014-232 de 24 de febrero de 2014, el cantón de Alès-Oeste fue suprimido el 22 de marzo de 2015 y sus 6 comunas pasaron a formar parte; tres del nuevo cantón de Alès-1 y tres del nuevo cantón de La Grand-Combe.